# Agesilao Ferrazzano
Agesilao Francisco Ferrazzano (* 31. Juli 1897 in Buenos Aires; † 18. Januar 1980 im Libanon) war ein argentinischer Geiger, Bandleader und Tangokomponist.

## Leben und Wirken
Ferrazzano debütierte 1914 als Zweiter Geiger im Orchester Roberto Firpos. Die Erste Geige spielte Tito Roccatagliata, auch der Flötist Alejandro Michetti gehörte dem Orchester an. Ferrazzano trat 1916 mit Firpo in Montevideo bei den Karnevalsbällen am Teatro Urquiza, außerdem im Café La Giralda auf. Nach der Rückkehr nach Buenos Aires wurde er 1917 als Nachfolger Roccagliatas Leadgeiger, als Zweiter Geiger debütierte nun Cayetano Puglisi.
1918 wurde er Mitglied der Gruppe des Pianisten Carlos Vicente Geroni Flores (mit Bernardo Germino, Geige, Ricardo Brignolo und Roque Biafore, Bandoneon). Im Folgejahr gründete er eine Gruppe mit dem Pianisten Vicente Gorrese, der außerdem Bernardo Germino als Zweiter Geiger sowie Luis D'Abbraccio und Enrique Pollet als Bandoneonisten angehörten. Daneben trat er mit dem Orchester Eduardo Arolas’ im Cabaret Maxim’s auf.
Als Duo mit dem Pianisten Enrique Delfino trat Ferazzano 1920 im Foyer des Teatro de la Opera auf. 1922 schloss er sich dem neu gegründeten Orchester Osvaldo Fresedos an, mit dem er beim Label Victor aufnahm, unterbrochen von einer Tour auf dem Dampfschiff Cap Polonio mit dem von Francisco Lomuto geleiteten Orchester. 1923 wurde er von Juan Carlos Cobián engagiert. Dessen Orchester gehörten zu dieser Zeit namhafte Musiker an, darunter die Bandoneonisten Luis Petrucelli und Pedro Maffia und der Geiger Julio De Caro.
Anfang 1925 ging Ferrazzano mit Francisco Canaro auf Europatournee. Nach einem halben Jahr mit Auftritten in Paris wurde er Gründungsmitglied des Orquesta Típica Victor, dessen Mitglieder zunächst Vicente Gorrese (Klavier), Ciriaco Ortiz, Luis Petrucelli und Nicolás Primiani (Bandoneon), Ferrazzano, Manlio Francia und Eugenio Romano (Geige) und Humberto Costanzo (Kontrabass) waren. Mit teils wechselnder Besetzung war dieses Orchester bis in die 1940er Jahre aktiv.
Ferrazzanos nächste Station war das Orquesta Ferrazzano-Pollero, das mit großem Erfolg im Cabaret Folies Bergere in Buenos Aires auftrat. Geleitet wurde es im Wechsel von ihm und von dem Pianisten Julio Pollero. Die Leadvioline spielte Ferrazzano, die weiteren Geiger waren Eugenio Nobile und Remo Bernasconi, Salvador Grupillo und Nicolás Primiani waren die Bandoneonisten, Ferrazzanos Bruder Nerón spielte Cello, Olindo Sinibaldi Kontrabass und Salomón Nisguritzer Schlagzeug. Mit Pollero komponierte er in dieser Zeit die Tangos Cuando tú me quieras (Text von Francisco Bohigas) und Una tarde (Text von Benjamín Tagle Lara).
1927 gründete Ferrazzano ein neues Orchester für Auftritte im Cabaret Florida. Ende des Jahres reiste er mit Héctor Artola nach Paris. Er trat in den folgenden Jahren mit verschiedenen Orchestern in Europa auf und lebte mehrere Jahre in Italien.